# Raffaello Sanzio

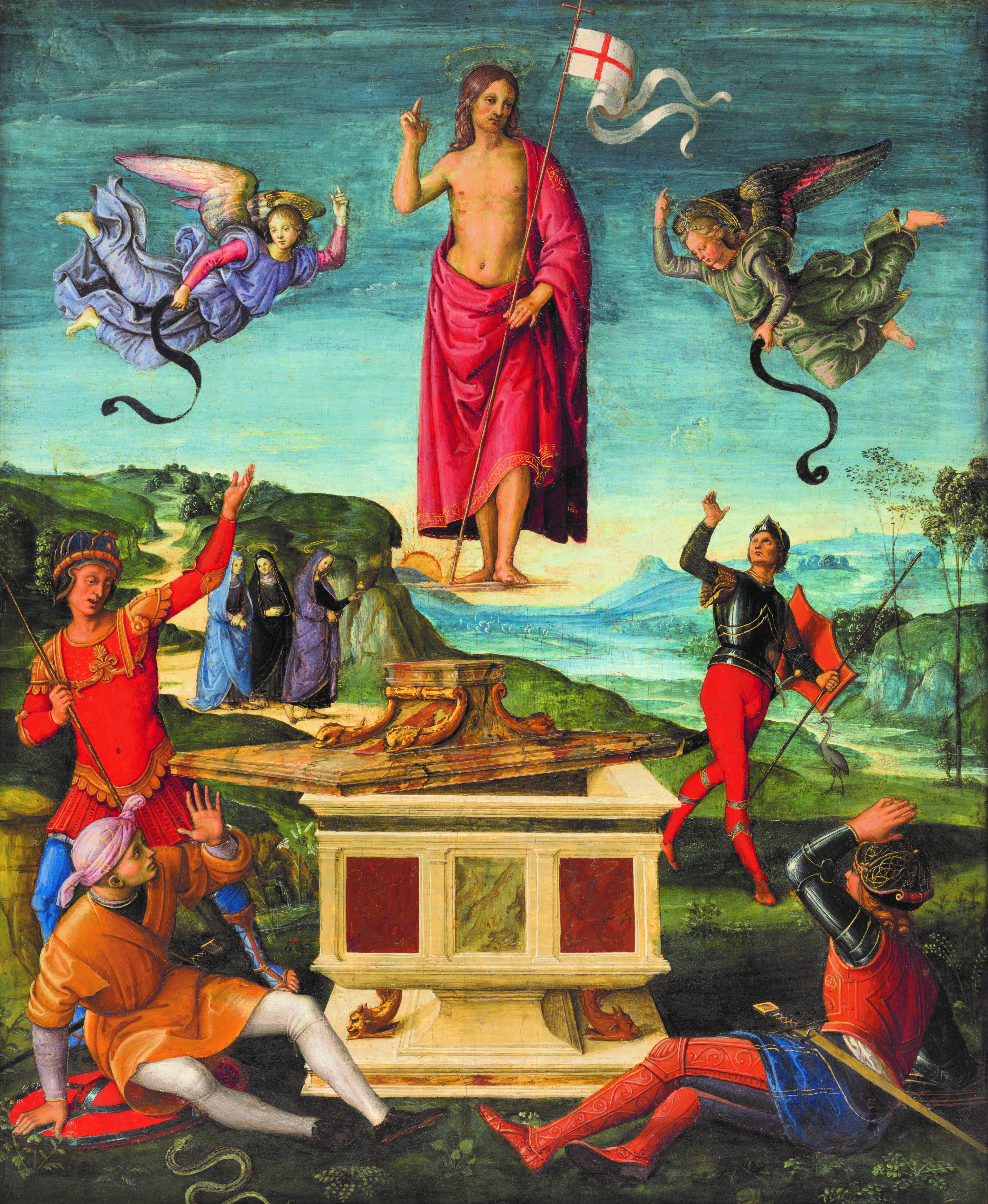
Krisztus feltámadása (1499–1502)

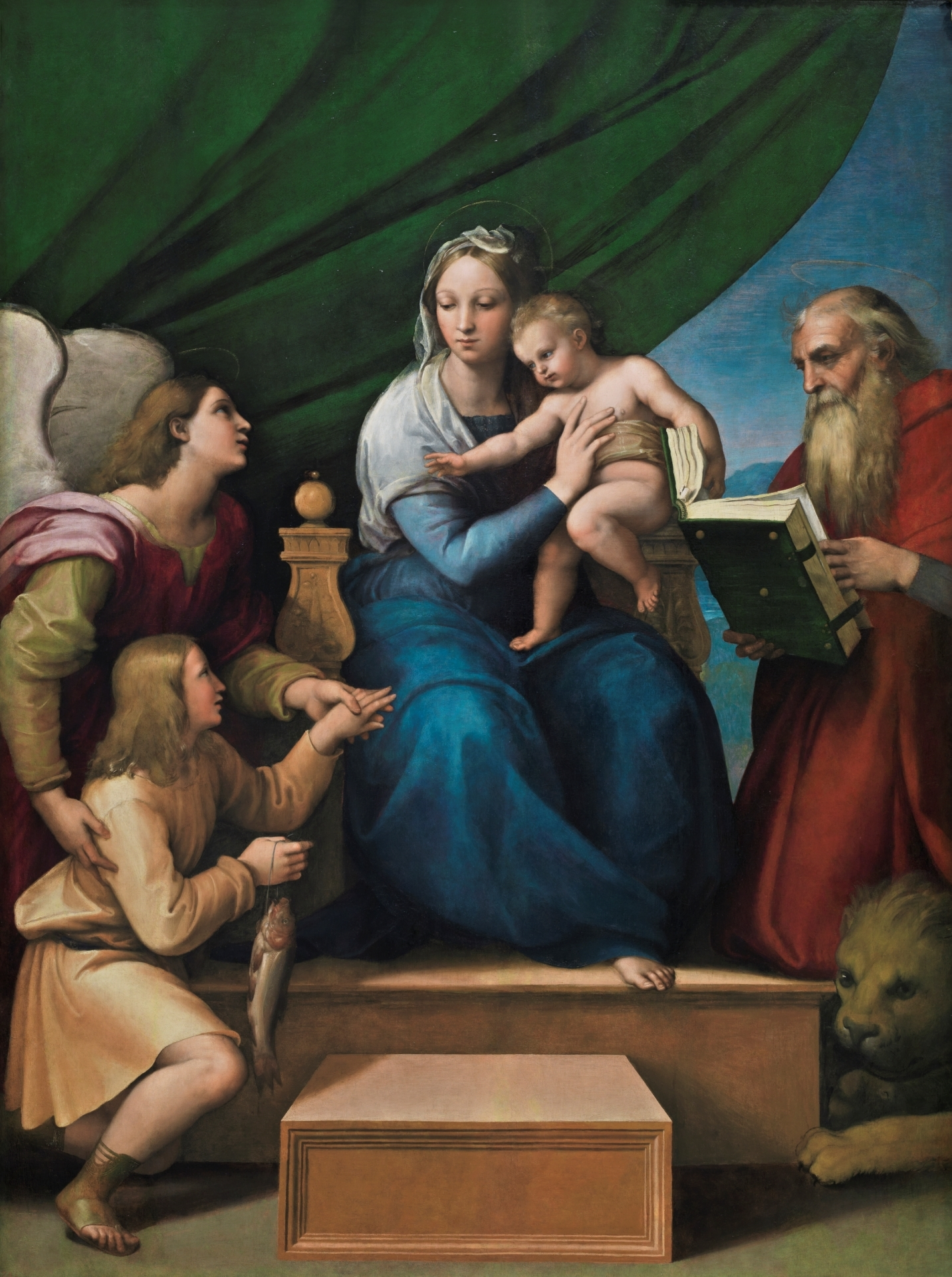
Madonna Tóbiással, Raffael arkangyallal és Szent Jeromossal (1509)

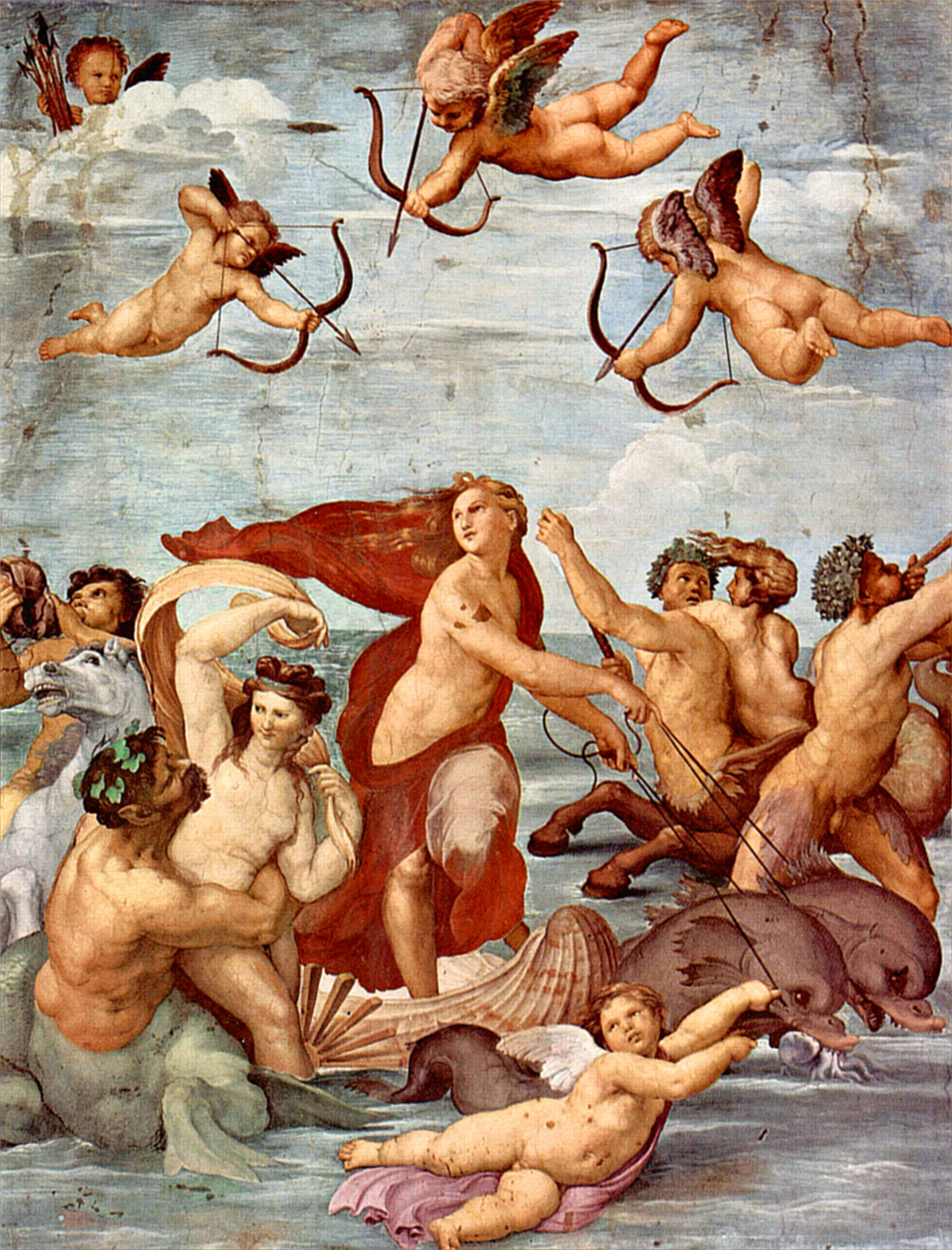
Galatea diadala (1511)

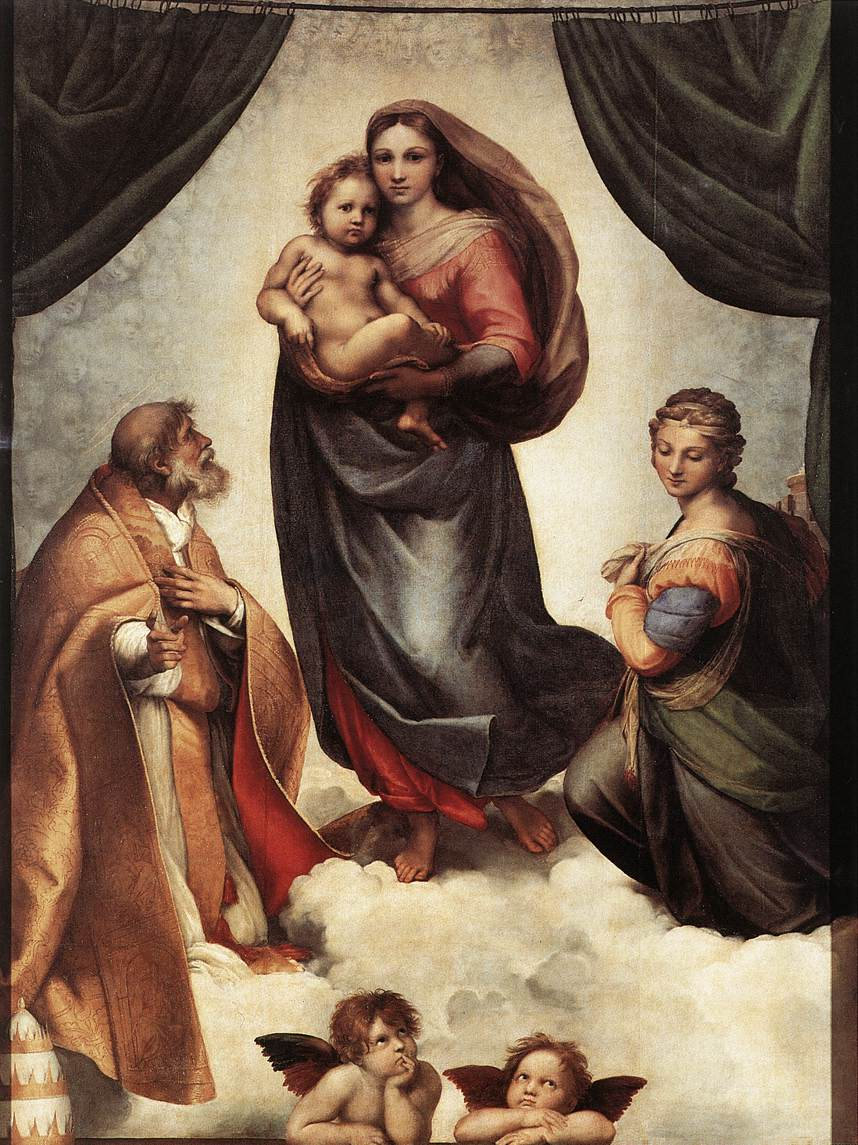
Sixtus Madonna (1513–14) 265×196cm, olaj

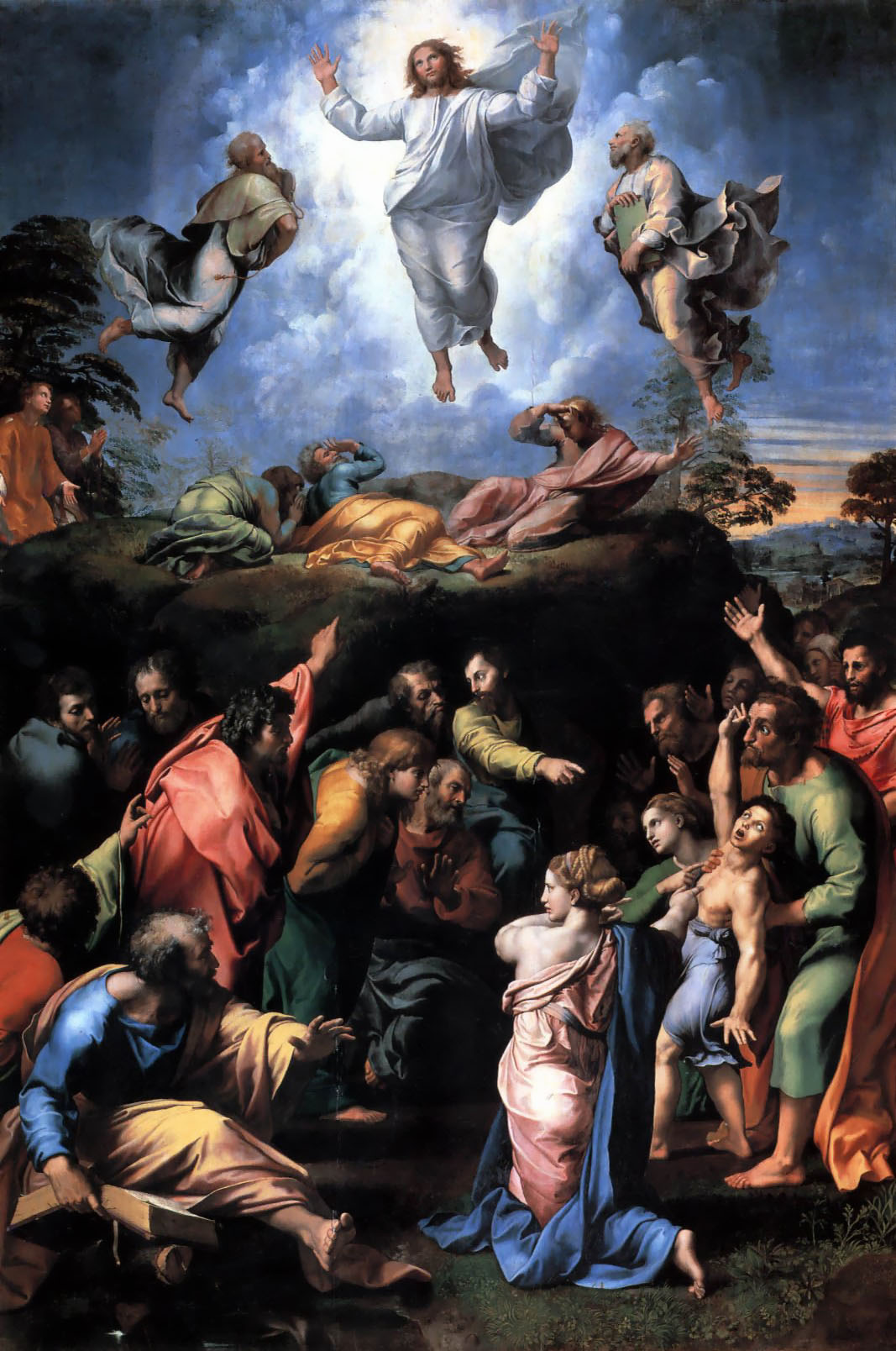
Trasfigurazione (Krisztus színeváltozása) (1519–20)

Raffaello Sanzio (gyakran Raffaello, más névváltozatban Raffaello Santi, Raffaello Sanzi, Raffaello da Urbino, Raffaello di Giovanni Santi, latinosan Raphael Sanctius) (Urbino, 1483. március 28. vagy április 6. – Róma, 1520. április 6.) reneszánsz kori olasz festő és építész. A cinquecento egyik kiemelkedő alakja. Leonardo da Vincivel és Michelangelóval együtt alkotja a korszak nagy mestereinek hagyományos hármasságát.

## Élete

### Gyermekkora
Művész családban született. Apja Giovanni Santi festő volt, Anyja, Magia di Battista Ciarla 1491-ben meghalt. Festészetet kezdetben apjától tanult, de ő 1494-ben szintén elhunyt, és a 11 éves Raffaello árván maradt.
1496-ban Raffaello Perugiába került festőinasnak Pietro Perugino (Pietro Vannucci) mesterhez, akinek sokat segített a megrendelt festmények elkészítésében.

### Firenzei évei
Raffaello 1504-ben, 21 évesen, Firenzébe költözött, ahol Leonardo és a fiatal Michelangelo voltak rá nagy hatással. Itt ismerkedett meg a realista festészet remekműveivel, és önálló mesterként főleg Madonna-képeket alkotott (Madonna zöldben, a befejezetlen Esterházy Madonna). Ugyancsak firenzei tartózkodása alatt festette a Három grácia című művét is. Ezekből az évekből származó további képei: Ifjú arcképe, Női képmás, Krisztus sírbatétele. Négy évet dolgozott a „virágzó városban”, ahol nagyon népszerű és elismert művész lett különösen azután, hogy megfestette hús-vér Madonna-képeit, amelyekben az alakokat lehozta a földre a korábban divatos testtelenségüktől és átszellemültségüktől. Leonardo és Michelangelo művei sokszor komorak, titokzatosak voltak, Raffaello nyugodtabb, barátságosabb stílusban alkotott.

### Vatikáni évei
II. Gyula pápa 1508-ban meghívta a Vatikánba. Bámulatos tehetsége, megnyerő külseje és személyes bája révén a „festők fejedelmévé” választották. A pápa kérésére freskósorozatot készített a pápai rezidencia, a vatikáni teremsor, a Stanzák közepes méretű termeibe. Volt olyan freskó, amelyet csak kartonon tervezett meg, a segédei, tanítványai készítették el. Ekkor kicsit leállt a kisebb munkáival, hogy megfesse legnagyobb művét, az Az athéni iskola címűt. 

A freskón a háttér kulissza, nem valós helyszín. Az előtérben a legismertebb görög bölcsek láthatóak, például Arisztotelész, Platón, Püthagorasz és mások. Raffaello önmagát is belefestette a képbe, amely kiegyensúlyozottságot, világosságot, fényt áraszt. Ez a festmény lett a reneszánsz művészet egyik csúcsa. A mű befejezése után Raffaello folytatta a Stanzák freskóit. Ezeknél mélyebb, gazdagabb színekre törekedett. A 16. század első két tizedének ő az egyik legjobb portréfestője is.
X. Leó megbízta, hogy fessen 10 falikárpitot a Sixtus-kápolna falaira. 1519-ben fel is tették őket, jelenleg is a Vatikánban vannak. Témáik például: „A csodálatos halfogás”, „A béna meggyógyítása”, „Elymas megvakítása”, Szent Pál Athénban prédikál. 

Befejezte első építészeti tervét a Sant'Eliggio degli Oreficit, ami temetkezési kápolna volt.

#### A Stanzák festményei
A pápai lakosztály négy egymásba nyíló termét Raffaello freskói díszítették. A második terem díszítése lett kész leghamarabb (1508–11 között), a Stanza della Segnaturát eredetileg könyvtárnak építették, de itt írták alá az egyházi udvar rendeleteit is. Innen ered a terem neve (a segnatura régies kifejezés, magyarul aláírást jelent). Két óriási (az Athéni iskola és a Disputa a keresztény vallás diadala) és két kisebb falfestmény (a Parnasszus és az Erények) találhatók itt, a mennyezet és a lábazat egyszínű képei 1508–1511 között készültek. A terem festményének fő motívuma a főmennyezeten kezdődik: négy nőalak személyesíti meg a Teológiát, Filozófiát, Költészetet és Jogtudományt. A témák részletesen a négy falon folytatódnak. 
Figyelemre méltó, hogy Az Oltáriszentség disputája c. festményre odafestette az Oltáriszentség imádói közé Girolamo Savonarolát, akit II. Gyula pápa elődje, VI. Sándor égettetett meg a pápa bírálata miatt.

### Halála
A Krisztus színeváltozása című festményén dolgozott, amikor 1520. április 6-án, nagypénteken, talán éppen a 37. születésnapján halt meg. Giorgio Vasari életrajzíró művésztársa szerint halála két héttel az „állandó magas” lázzal járó betegség után, a „túlzott szeretet” miatt, az ismételt érvágások ellenére következett be. A későbbi történészek számos lehetőséget is felvetettek halála okára, így például egy fertőző betegség és a vérleadás kombinációját. Tizenöt napig tartó akut betegsége alatt megvallotta a bűneit, megkapta az utolsó vallási szertartásokat és rendbe tette az ügyeit. Lediktálta végrendeletét és kérésére a Pantheonban temették el.
Halálakor jelentős vagyonnal rendelkezett: azt tizenhatezer dukátra becsülték.
Sírját 1833-ban XVI. Gergely pápa utasítására kibontották, és földi maradványait márványszarkofágba zárták.

## Művei (válogatás)

### Korai évek (1496–1504)
- A lovag álma (National Gallery (London))
- Szent György legyőzi a sárkányt (Louvre)
- Mihály arkangyal legyőzi a sátánt (Louvre)
- Három grácia (Musée Conde, Chantilly)
- Madonna Conestabile (Ermitázs, Szentpétervár)
- Mária eljegyzése (Pinacoteca di Brera, Milánó)

### Firenzei évek (1504–1508)
- Madonna del Granduca (A nagyherceg Madonnája; Pitti-palota, Firenze)
- Madonna del Cardellino (Tengelicés Madonna; Uffizi, Firenze)
- Madonna Terranuova (Berlin-Dahlem)
- Madonna Tempi (München)
- Madonna Giardiniera (A szép kertésznő; 1507; Louvre)
- Esterházy Madonna (Budapest)
- Szent Család a báránnyal (Prado, Madrid)

### Római évek (1508–1520)
- Az athéni iskola (1509–1511; Stanza della Segnatura, első helyiség, Vatikán)
- Az Oltáriszentség disputája (Stanza della Segnatura, első helyiség, Vatikán)
- Parnassus (1511; Stanza della Segnatura, első helyiség, Vatikán)
- Nő egyszarvúval (Galleria Borghese, Róma)
- X. Leó pápa képmása (1518–19; Uffizi, Firenze)
- Tommaso Inghirami bíborosnak, a Vatikáni Könyvtár prefektusának képmása (1513–1515; Pitti-palota, Firenze)
- Kardinális (1511; Prado)

## Galéria

### Arcképek

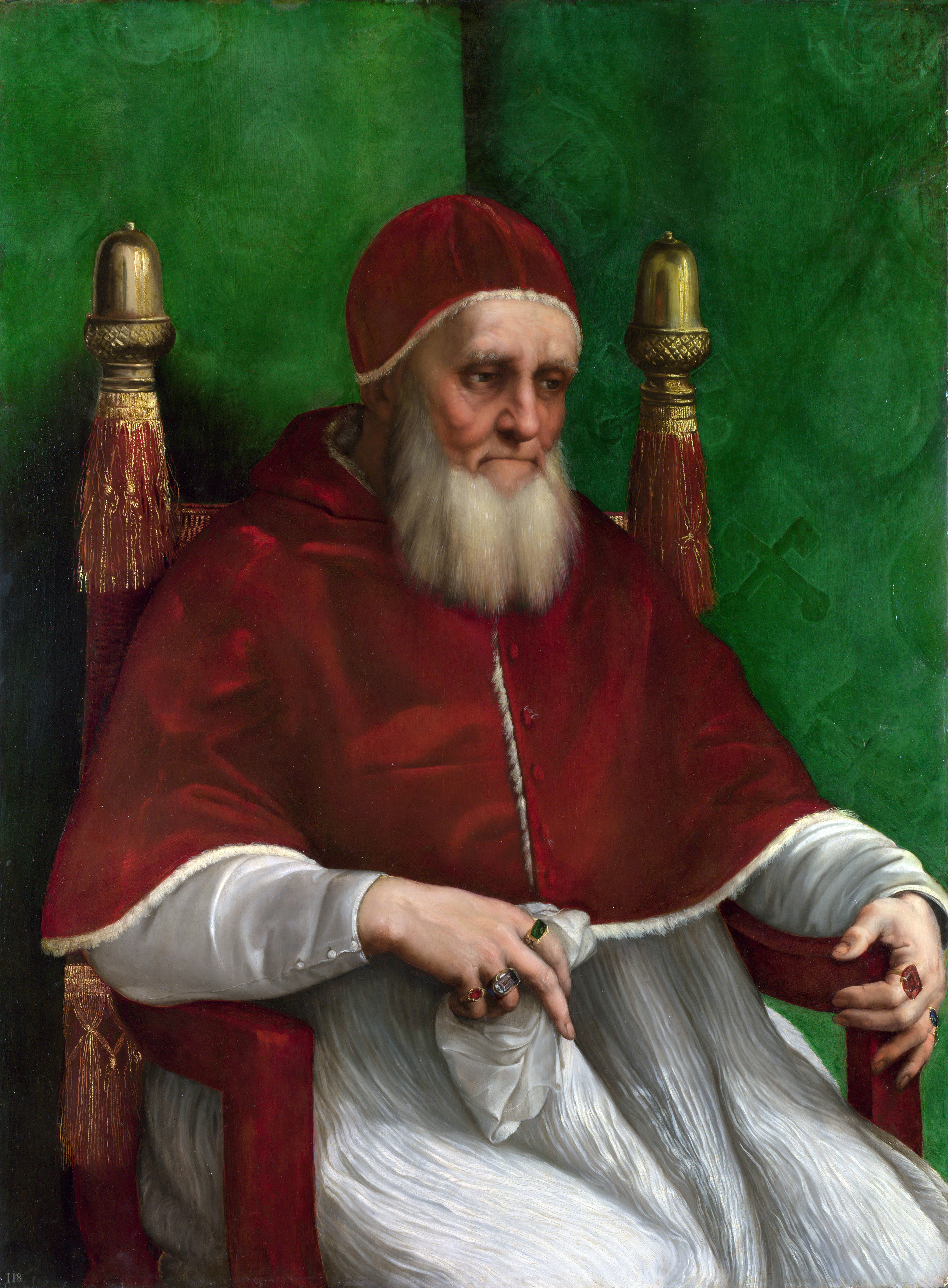
II. Gyula pápa (1511–1512)
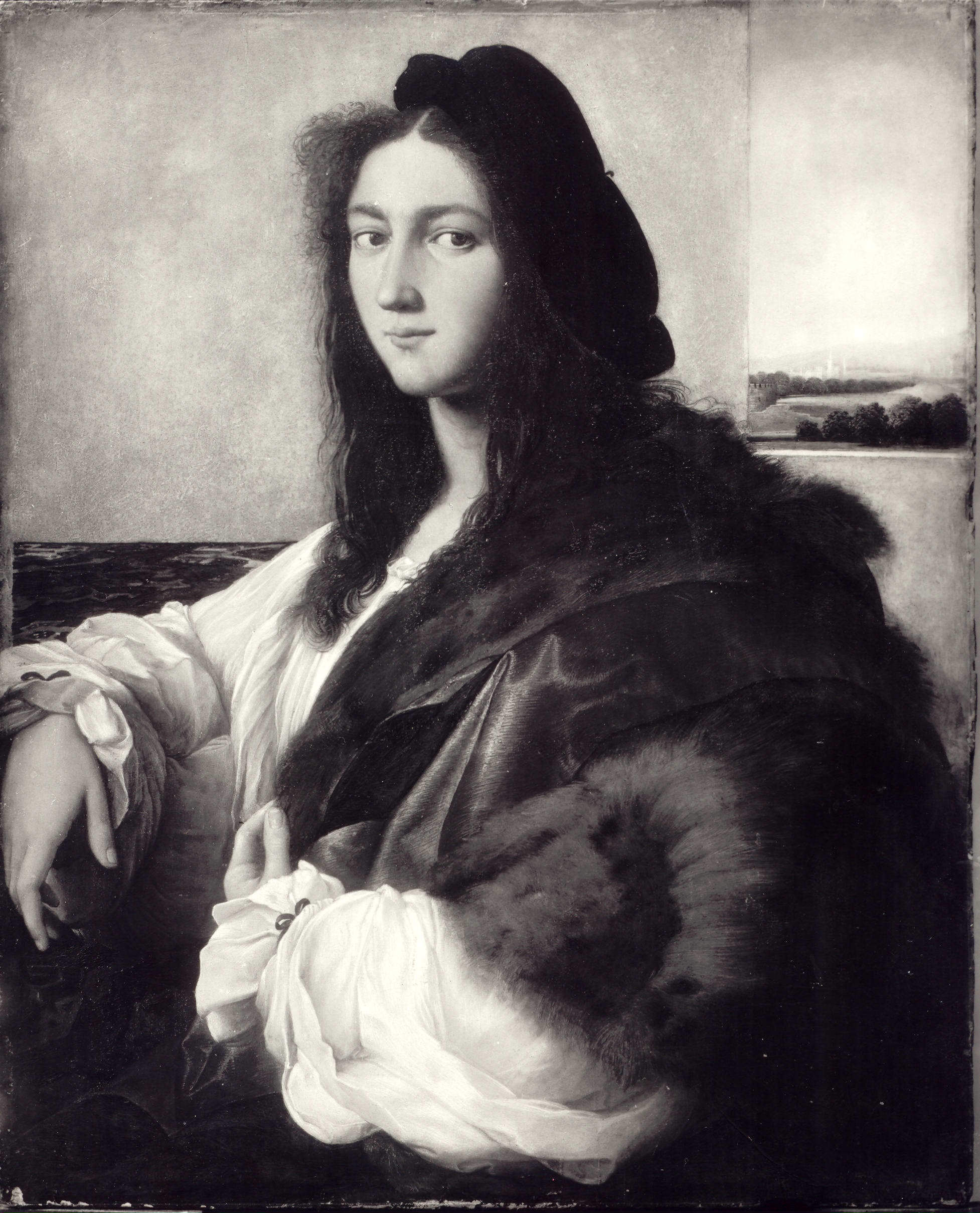
Francesco Maria della Rovere (1514), egykor a krakkói Czartoryski Múzeumban volt
Baldassare Castiglione (1514–15)
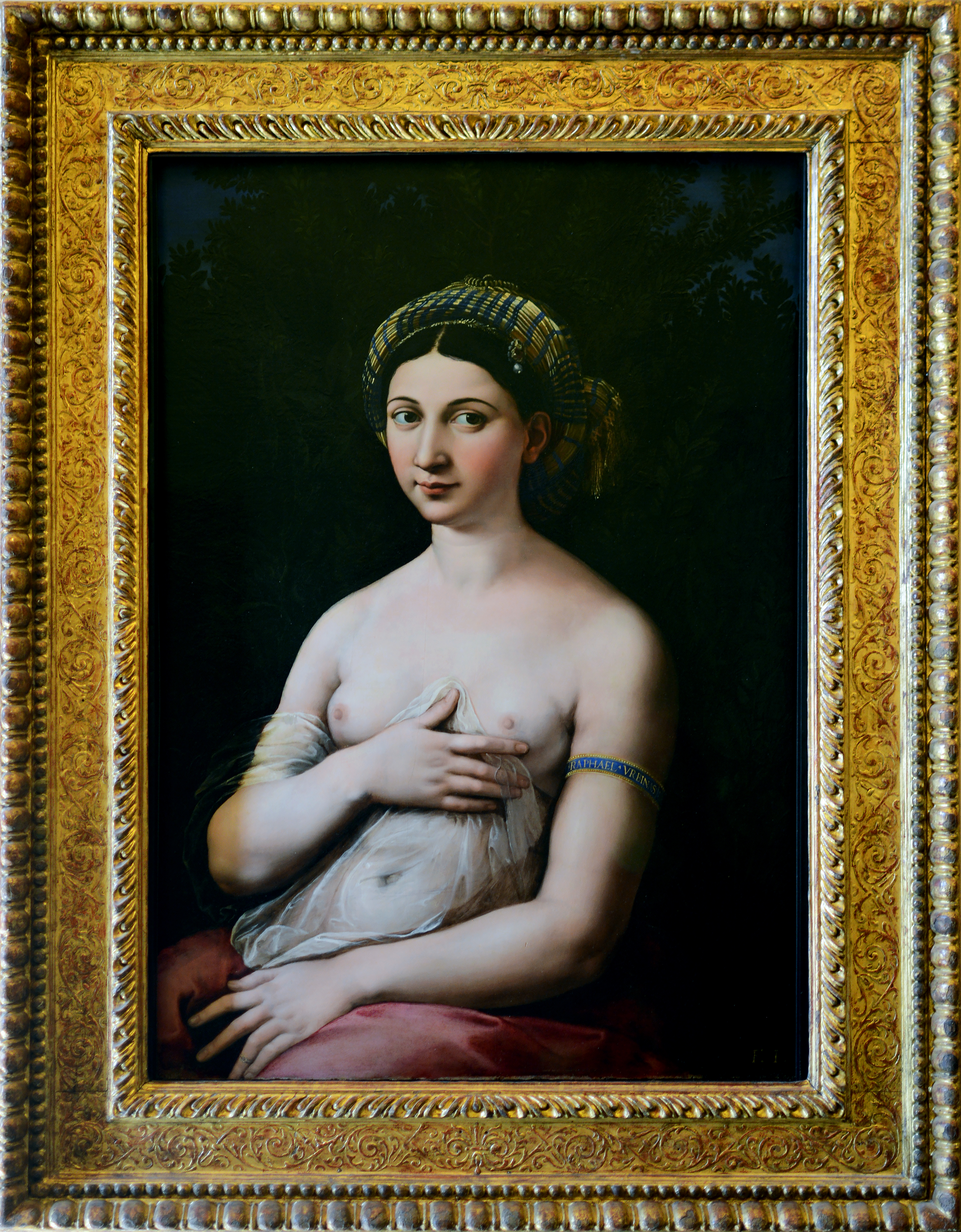
La Fornarina, valószínűleg Raffaello kedvese (1518–19)
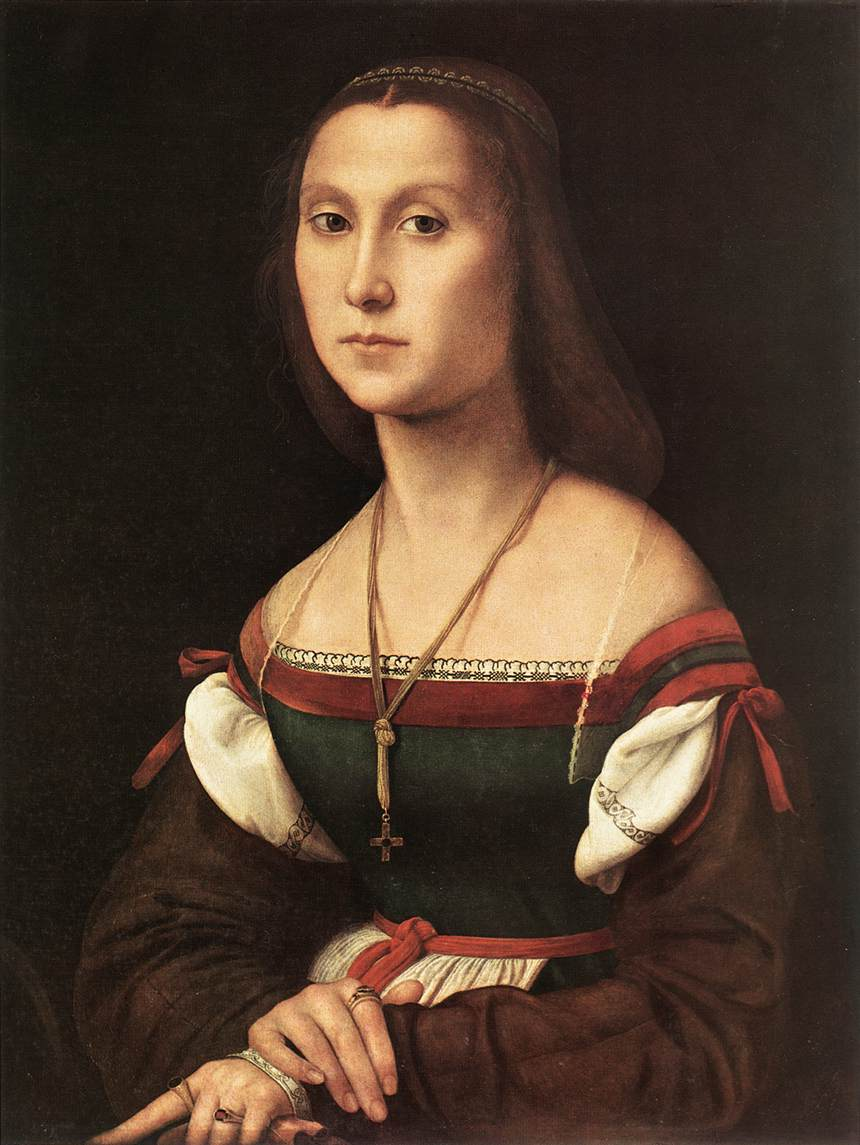
Női portré (1507)

### Festmények

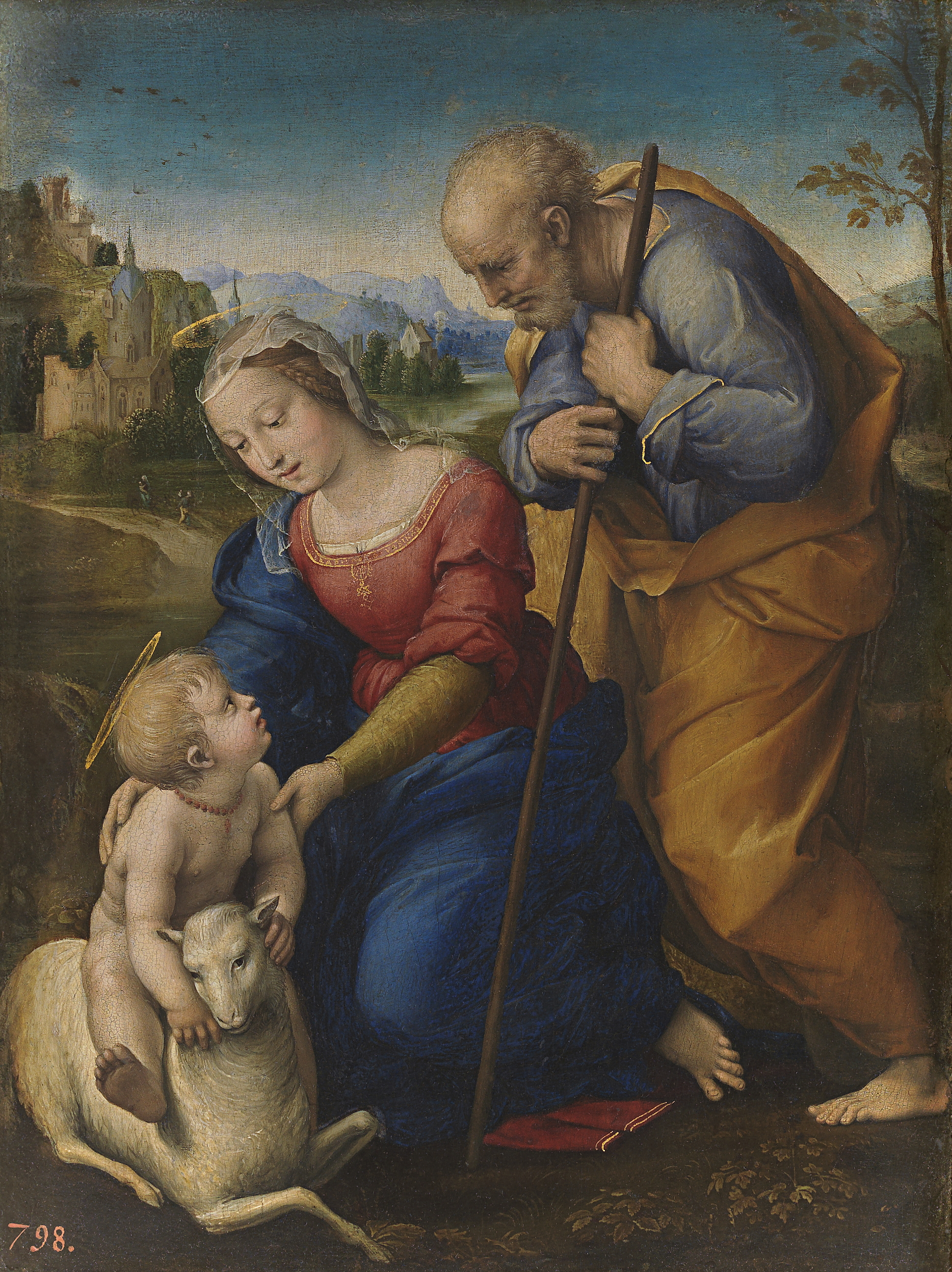
Szent Család a báránnyal[8] (1504)
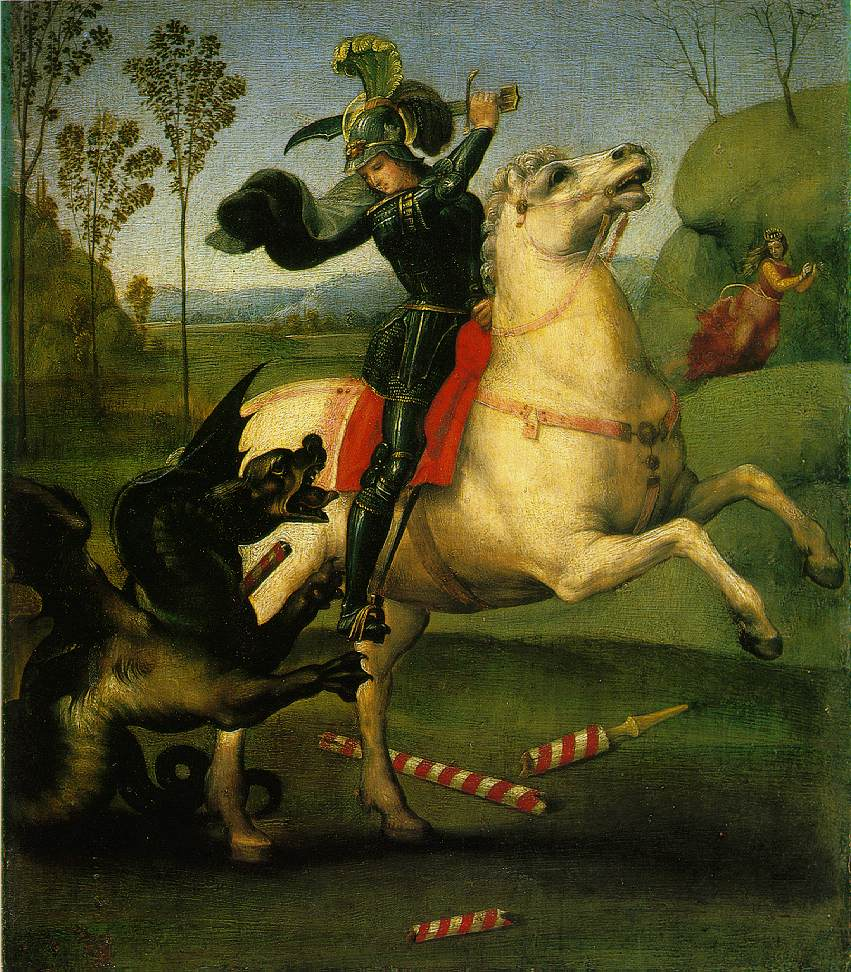
Szent György sárkánnyal (1505-1506) 28,5x21,5 cm olaj, Washingtoni Galéria
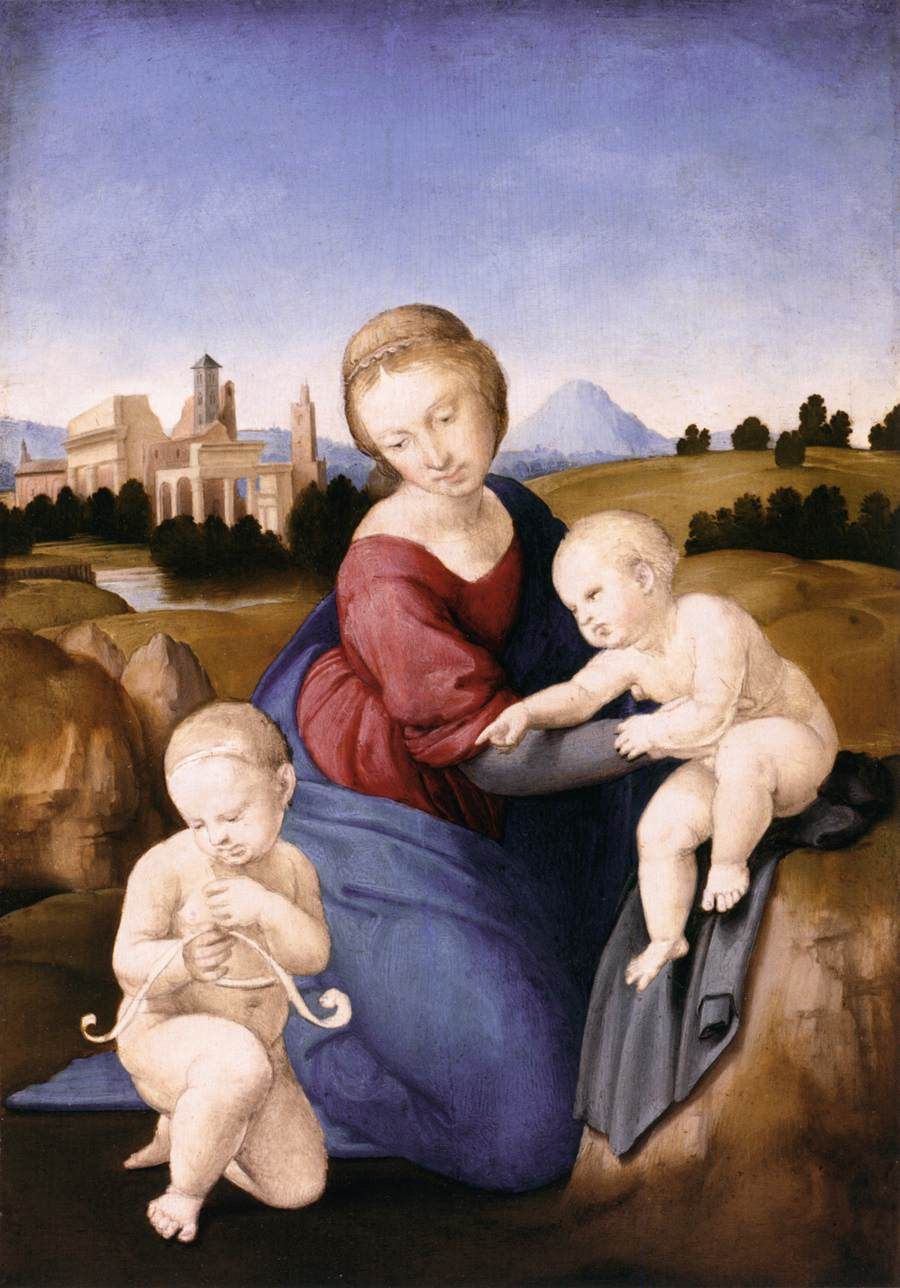
Esterházy Madonna (1508), Szépművészeti Múzeum (Budapest)
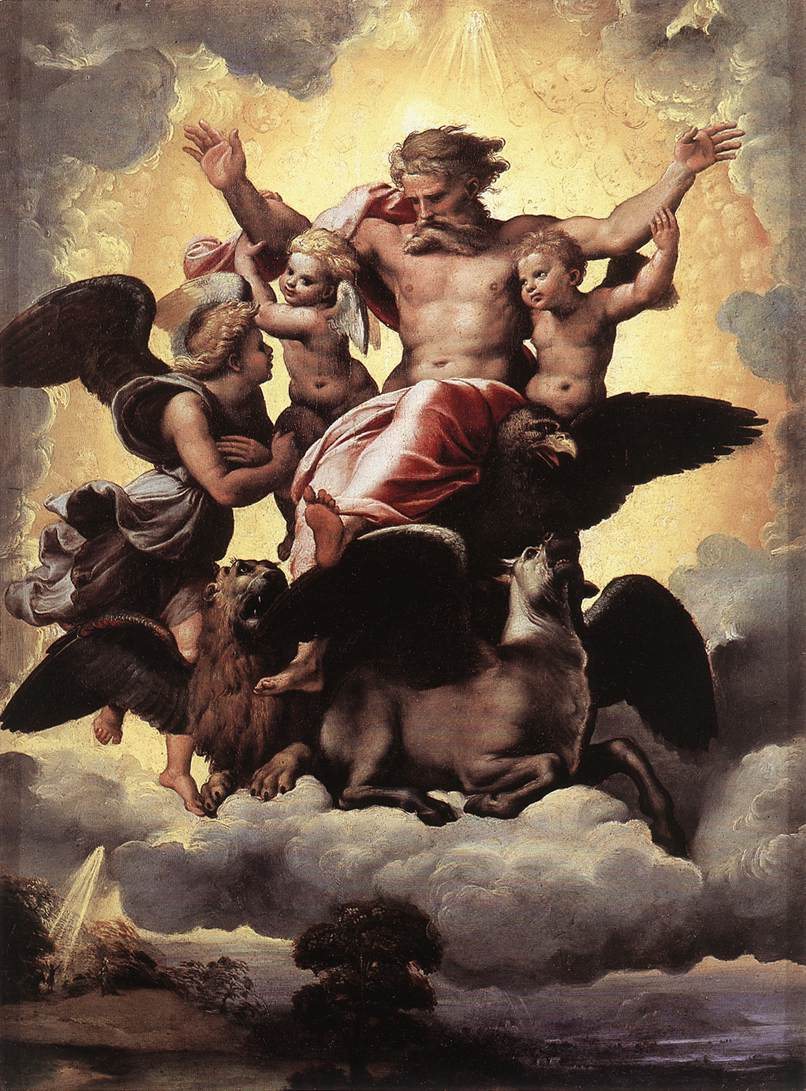
Ezékiel látomása[9] (1518)
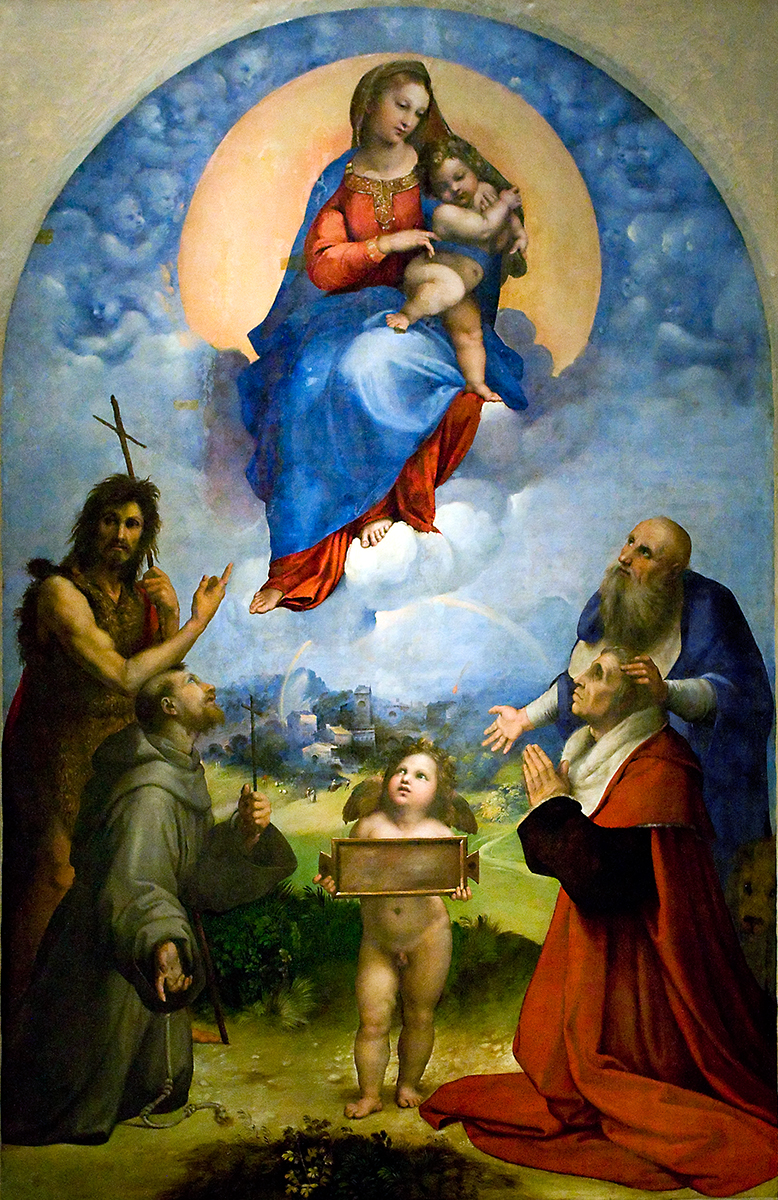
Folignói Madonna (1511), Vatikáni Múzeumok

### Vatikáni stanzák

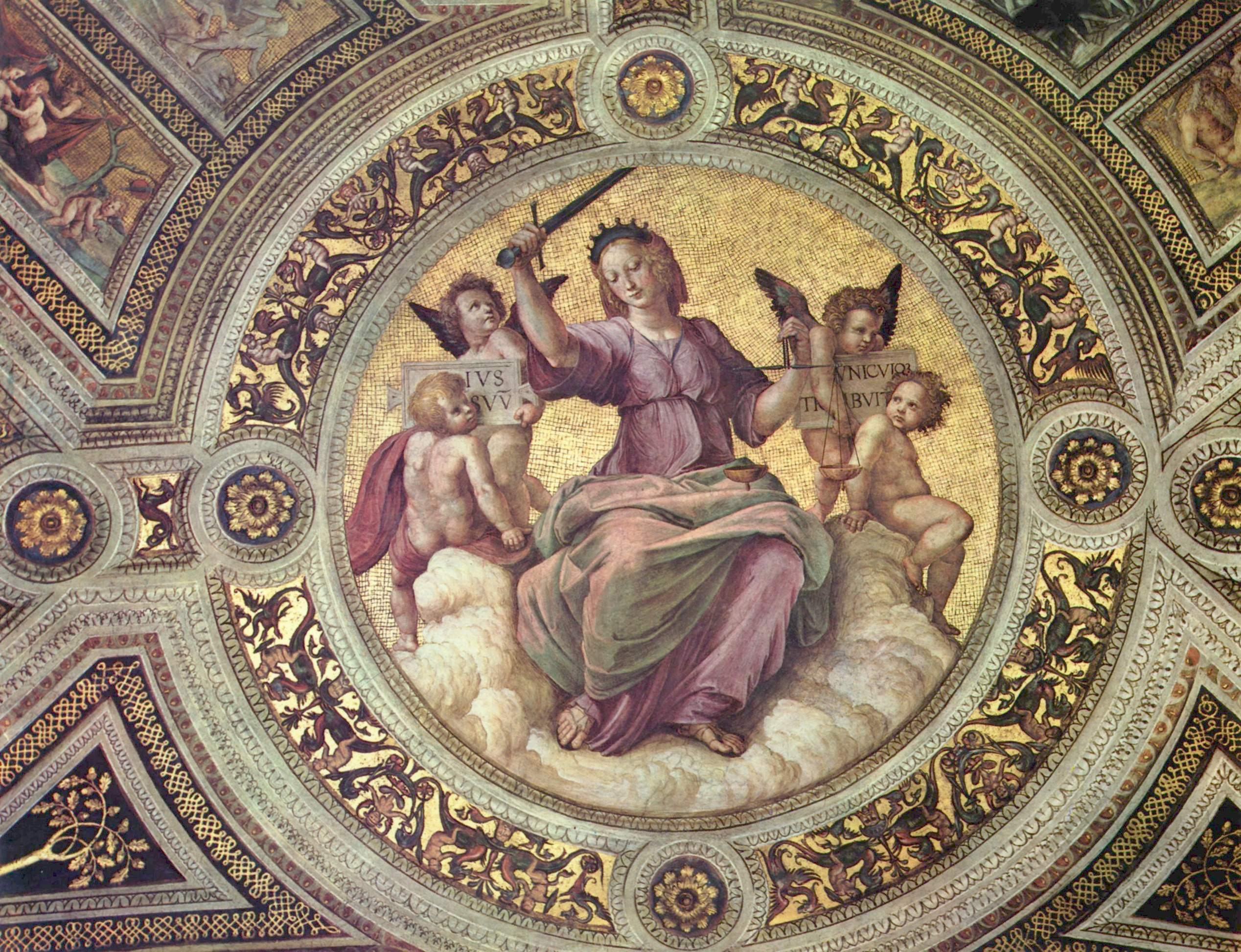
Justitia, az igazság istennője (tondo)
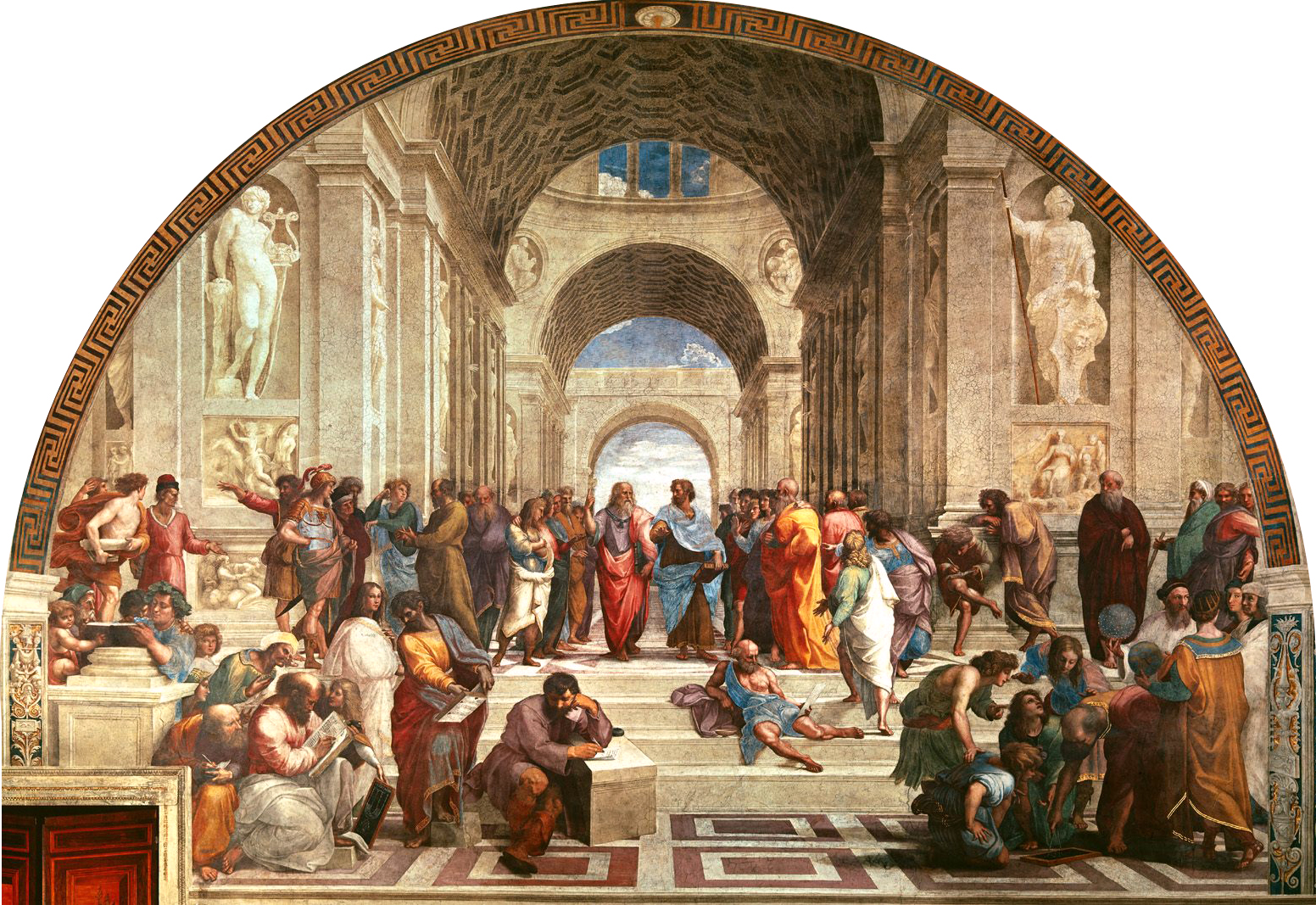
Az athéni iskola (1509)
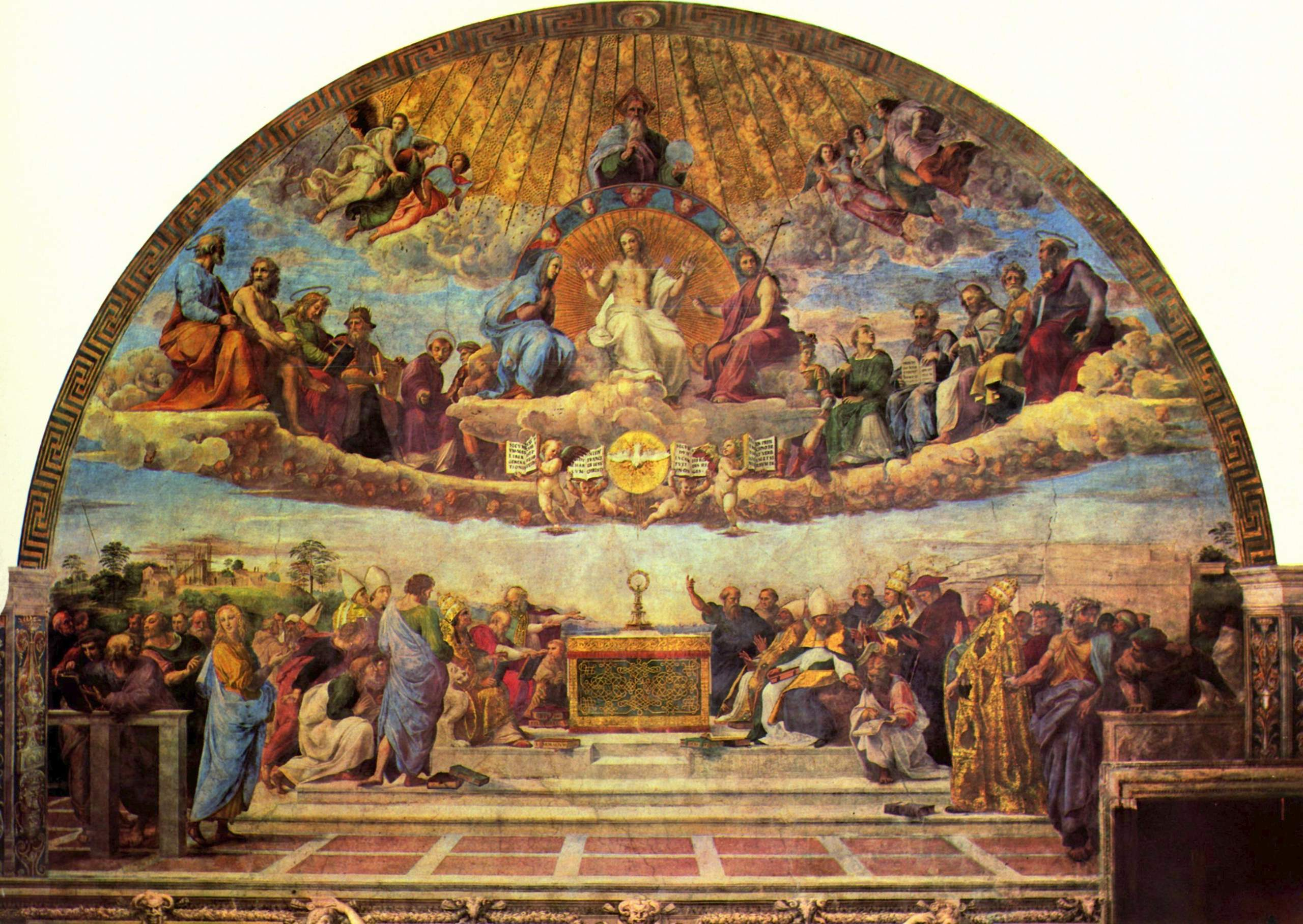
Disputa (1508–1511)
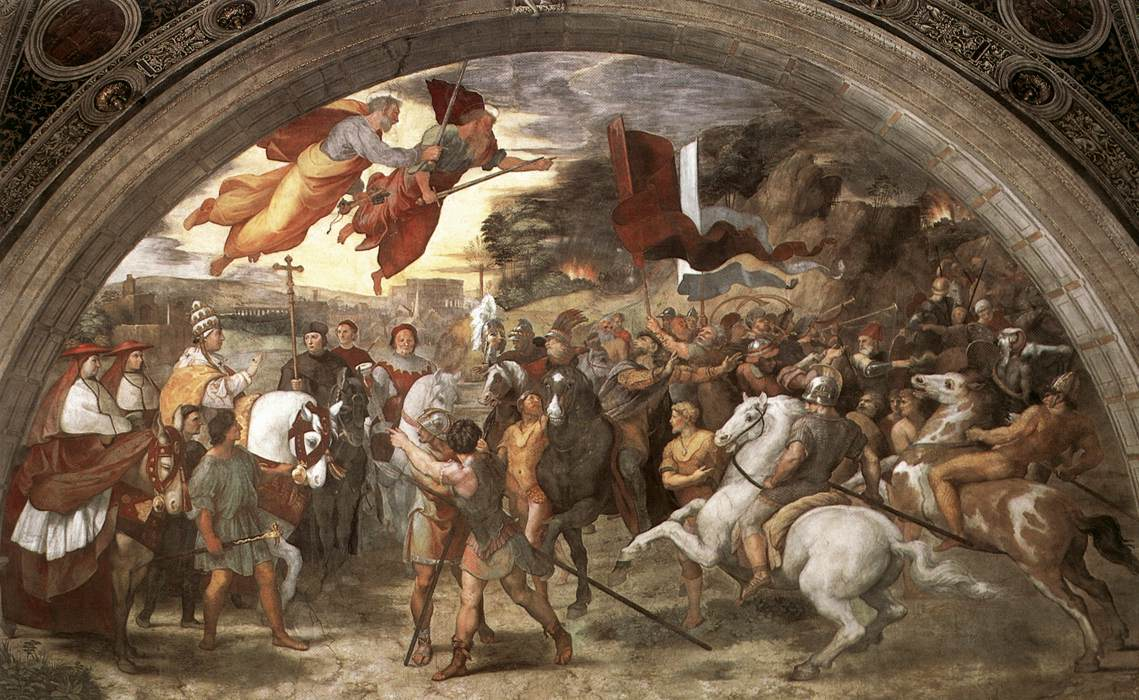
Nagy Leó pápa találkozása Attilával Róma falai előtt (1514)
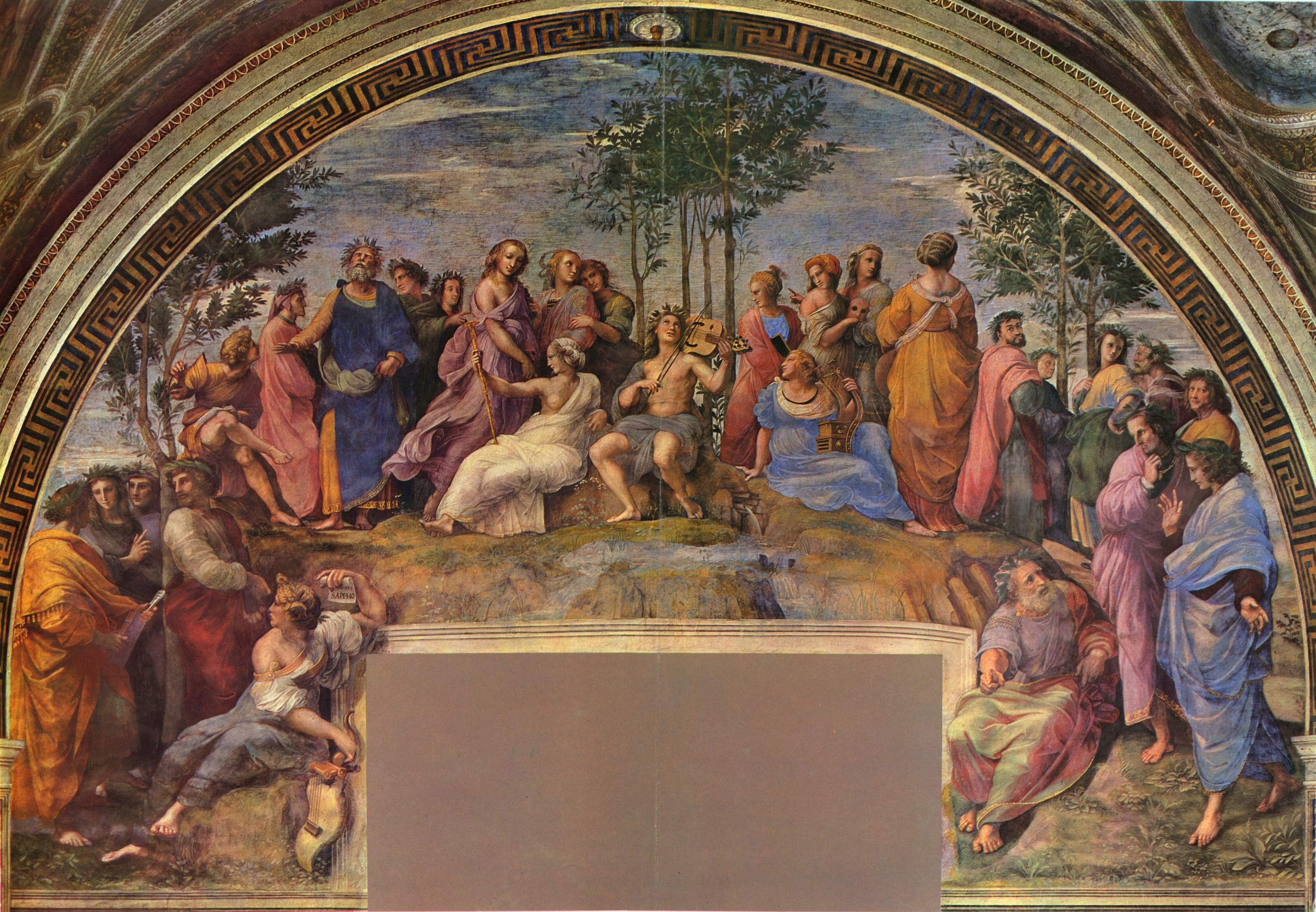
Parnasszus (1508-1511)

### A félmilliólírás bankjegy
Raffaello portréja szerepelt az olasz líra legnagyobb címletű bankjegye, az 1997 és 2001 között kibocsátott 500 000 lírásnak az előoldalán, a hátoldalon Az athéni iskola című festményének részlete látható.

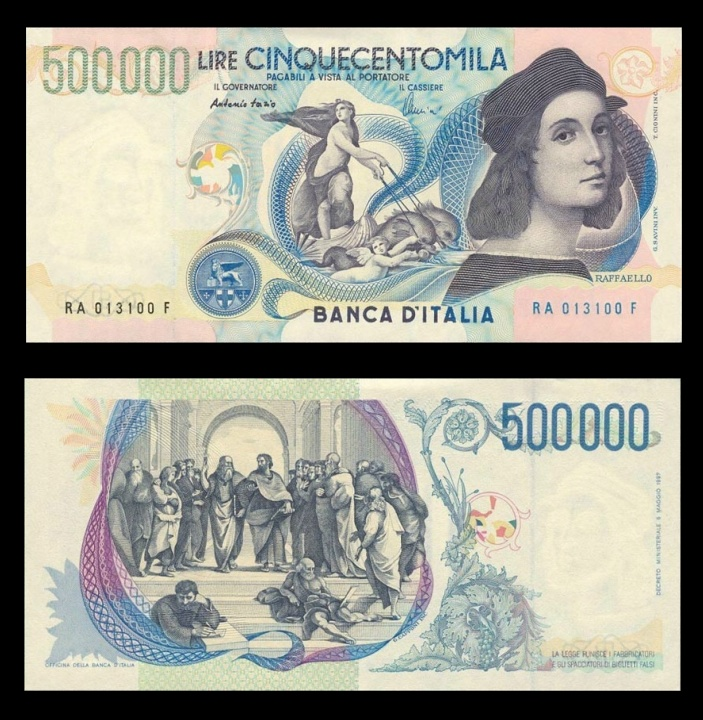
Az 500 000 lírás bankjegy Raffaello portréjával. Mérete: 163 x 78 mm.